# 勝浦二郎
勝浦 二郎（かつうら じろう、1951年12月28日 - ）は、日本の実業家。元マックスバリュ東北（現イオン東北）株式会社代表取締役社長、イオンベーカリー株式会社代表取締役社長。

## 人物・経歴
1974年3月 高千穂商科大学（現高千穂大学）商学部商業学科卒業、同年3月ジャスコ株式会社（現イオン株式会社）入社、2000年8月 同社水産商品本部商品部長、2004年3月 株式会社フードサプライジャスコ代表取締役社長に就任、2007年9月 マックスバリュ東北株式会社営業・商品統括本部長を歴任し、2008年5月14日 同社代表取締役に昇格する。2010年3月24日 人事異動により、マイカルカンテボーレ代表取締役社長、イオンベーカリーシステム代表取締役社長に就任。2011年3月1日 マイカルカンテボーレとイオンベーカリーシステムが合併し、イオンベーカリー株式会社となり、合併後も代表取締役社長を歴任した。